# Sarikei (bahagian)
Sarikei is een deelgebied (bahagian) van de deelstaat Sarawak op Borneo in Maleisië.
Het heeft een oppervlakte van 4332 km² en een inwonersaantal van circa 126.500

## Bestuurlijke indeling
De bahagian Sarikei is onderverdeeld in drie districten (daerah):
- Julau
- Meradong
- Sarikei

Betong · Bintulu · Kapit · Kuching · Limbang · Miri · Mukah · Samarahan · Sarikei · Sibu · Sri Aman